# Graham Fraser
Graham Fraser (Ottawa, 1946) é um escritor e jornalista canadense. Atualmente, trabalha como comissário das línguas oficiais.